# Was It Worth It?
Was It Worth It? is een nummer van het Britse synthpopduo Pet Shop Boys uit 1991. Het verscheen als nieuw nummer op hun verzamelalbum Discography: The Complete Singles Collection.
"Was It Worth It?" gaat over een persoon die onverwacht verliefd is geworden. De tekst drukt verwarring en verrassing uit over deze nieuwe liefde en de impact die het op zijn leven heeft. Het nummer werd een bescheiden hit in een aantal Europese landen. Zo bereikte het de 24e positie in het Verenigd Koninkrijk. In Nederland bereikte de plaat de 12e positie in de Tipparade.

## Tracklijst
- 7"

1. "Was It Worth It?" – 4:22
2. "Miserablism" – 4:11

- Cd-single

1. "Was It Worth It?" – 4:23
2. "Miserablism" – 4:12